# Kraftvärme

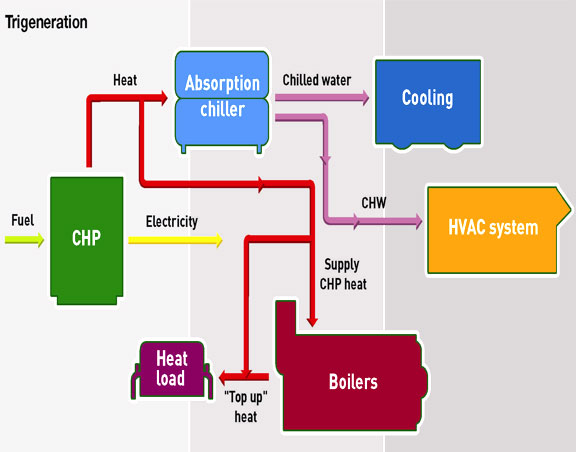
Princip för kombinerad produktion av kraft, värme och kyla.

Med kraftvärme avses den energiteknik som gör det möjligt att samtidigt producera  elektricitet och fjärrvärme med hög verkningsgrad. Kraftvärme bygger på att det finns fjärrvärmenät eller annan anläggning, som kan ta emot den värme som alltid "blir över" vid produktionen av el. En sådan industriell anläggning brukar kallas för mottryckskraft. Man kan se det som ett specialfall av att samtidigt även tillhandahålla fjärrkyla.

## Princip
Sådan flervalsprocess kallas ibland för trigeneration, varmed avses att utvinna el och värme från bränslen, där en del av värmen som biprodukt används för kylning. Värme- och kyleffekt kan arbeta samtidigt eller bytas allt efter behov och systemkonstruktion.
Ett kraftverk som drivs som en carnotcykel-värmemaskin kommer att omvandla energi från värme till mekanisk energi baserad på en temperaturdifferens som beskrivs av Rankinecykeln Mekanisk energi omvandlas till elektrisk ström av en elektrisk generator. Spillvärme med otillräcklig exergi som input till elgenerator återanvänds därefter för andra ändamål såsom uppvärmning eller kylning av bostäder eller industriell anläggning eller som ingång till andra industriella processer. Kylning uppnås genom en absorptionskylaggregat eller en adsorptionskylare, eftersom den ursprungliga biprodukten är värme.

## Forskning om energieffektivisering inom kraftvärme
Tekniken är under ständig utveckling. Värmeforsk har ett forskningsprogram som syftar till att stödja forskning och utveckling för att effektiva och miljövänliga kraft- och värmeproduktionsanläggningar samt skogsindustriella lut- och biobränslepannor ska kunna utvecklas. 
https://web.archive.org/web/20130319032107/http://www.varmeforsk.se/forskningsprogram/samverkansprogram-el-varme